# Wereldmuseum Rotterdam
Wereldmuseum Rotterdam (tot 2000 Museum voor Volkenkunde) in de Zuid-Hollandse stad Rotterdam is een museum over culturen in het heden en het verleden. Het is de voortzetting van het Museum voor Land- en Volkenkunde en bevindt zich op de hoek van de Veerhaven en Willemskade. Het toont etnografische objecten van verschillende culturen in Azië, (waaronder ook islamitisch erfgoed), Oceanië, Afrika, Amerika.

## Geschiedenis

### Voor 2000
Het museum is gehuisvest in het vroegere clubgebouw van de Koninklijke Yachtvereniging. Het gebouw stamt uit 1851 en werd in 1852 geopend door koning Willem III. De Yachtclub ontving voorwerpen ten geschenke van Rotterdamse reders, wetenschappers en verzamelaars, en stelde die tentoon in haar gebouw. Na het overlijden in 1879 van prins Hendrik, de voorzitter van de Yachtvereniging, werd het gebouw verkocht aan de gemeente Rotterdam en in 1885 resulteerde dit in de totstandkoming van een gemeentelijk museum: het Museum voor Land- en Volkenkunde, later Museum voor Volkenkunde.

De collectie van kunst- en gebruiksvoorwerpen van culturen over de hele wereld groeide min of meer 'willekeurig' met voorwerpen die Nederlandse missionarissen, zeelieden, militairen en kooplieden van over de hele wereld meenamen. In verband met de groei van de collectie werd het gebouw in 1910 met een verdieping uitgebreid. Onder directeur J.W. van Nouhuys (1915-1934), die zelf als onderzoeker en expeditielid op Nieuw-Guinea actief was geweest, werd de verzameling op een wetenschappelijke wijze aangepakt. Die groeide tot circa 110.000 voorwerpen en 100.000 foto's en dia's.

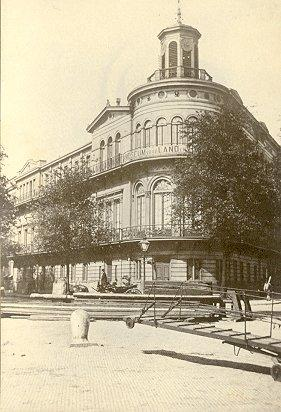
Museum voor Land- en Volkenkunde voor de verbouwing
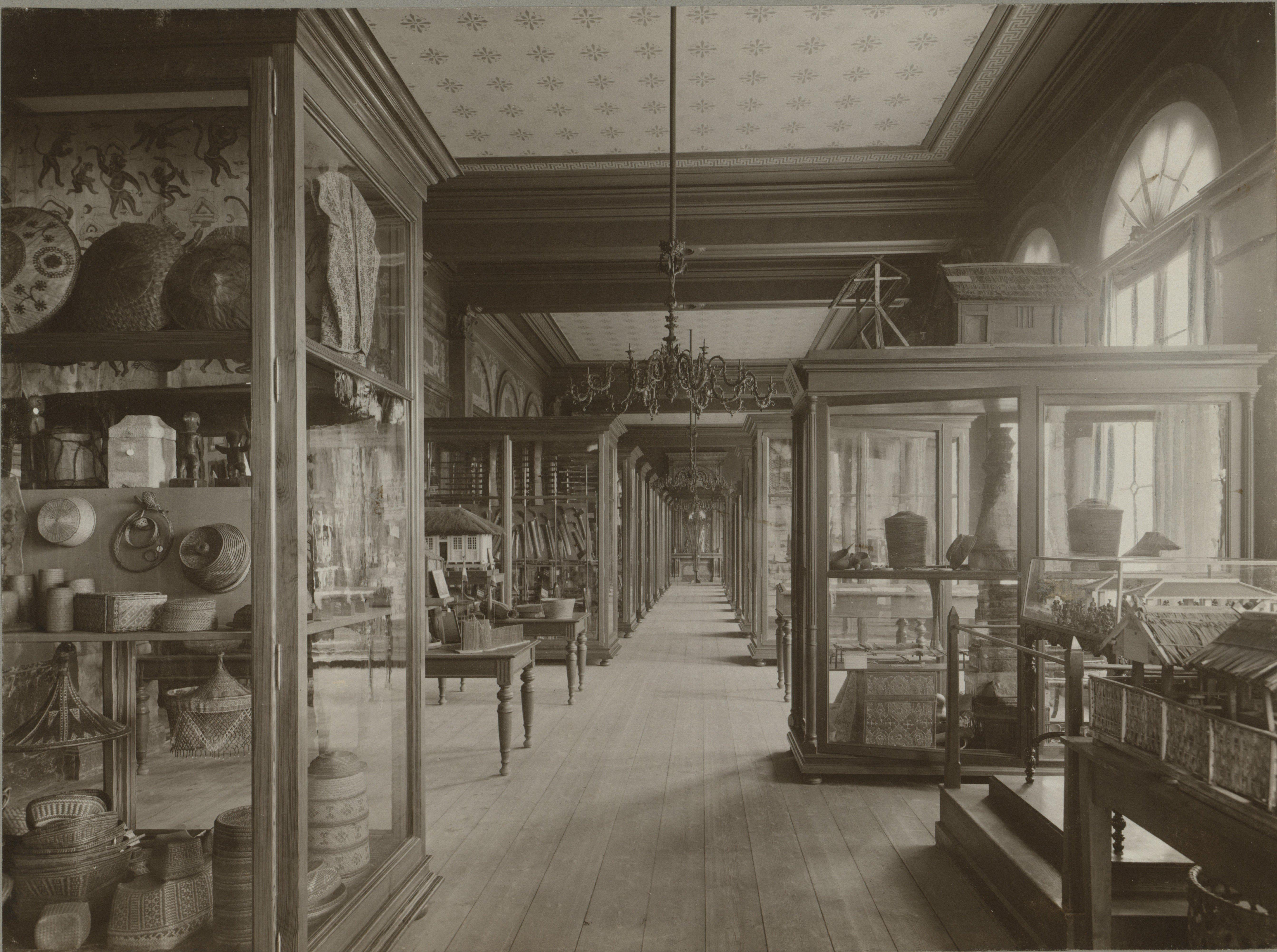
Museum voor Land- en Volkenkunde, interieur voor de verbouwing
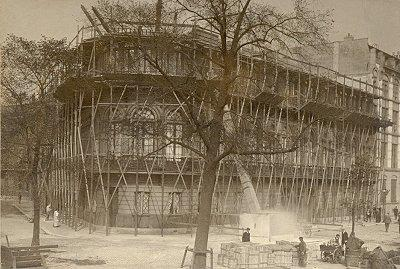
Museum voor Land- en Volkenkunde tijdens de verbouwing
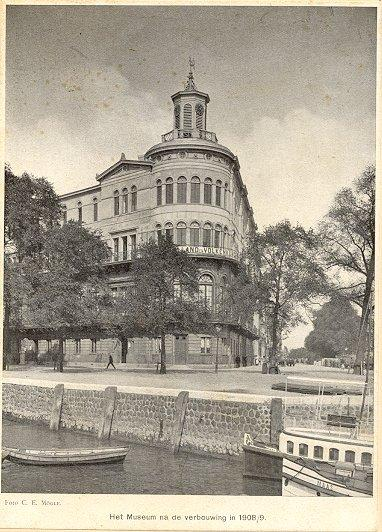
Museum voor Land- en Volkenkunde na de verbouwing
- Polygoonjournaal uit 1965. Tentoonstelling van weefsels van het eiland Sumba van Indonesië in het Museum voor Land- en Volkenkunde.

### Vanaf 2000
In 2000 werd het gebouw opnieuw ingrijpend verbouwd en kreeg het museum een nieuwe naam: Wereldmuseum Rotterdam. Op 15 juni 2001 volgde de benoeming van Stanley Bremer tot directeur.
In april 2015 kwam het museum negatief in het nieuws nadat uit een onderzoek van de gemeente Rotterdam bleek dat het museum in een 'negatieve spiraal' terecht was gekomen. Zo was het personeelsbestand drastisch verkleind en er was te veel aandacht gegeven aan de commerciële activiteiten van het museum, zoals een (afgewezen) voorstel voor verkoop van een substantieel deel van de collectie, zalenverhuur en de horeca, terwijl de collectie van het museum, die voor tachtig procent eigendom is van de stad, nauwelijks getoond werd. Ook bleek dat het geen geldig toezichtorgaan meer had. Het gemeentebestuur kreeg dankzij een rechterlijke uitspraak de mogelijkheid zelf de raad van toezicht te benoemen. De nieuwe voorzitter van de raad van toezicht gaf in eerste instantie aan dat directeur Stanley Bremer voorlopig mocht aanblijven, maar op 24 april 2015 werd zijn vertrek als bestuurder alsnog bekendgemaakt.
Op 24 november 2016 besloot de gemeenteraad van Rotterdam om het Wereldmuseum vanaf 2017 jaarlijks met €5 miljoen te subsidiëren onder voorwaarde van een verregaande samenwerking met het Nationaal Museum van Wereldculturen (NMvW). Op 21 maart 2017 werd bekend dat het Wereldmuseum samen gaat met het NMvW. Het Wereldmuseum blijft een afzonderlijke stichting maar in een samenwerkingsovereenkomst van 8 mei 2017 met het Nationaal Museum van Wereldculturen is afgesproken om toezicht, bestuur, management en collectiedeskundigheid voortaan door middel van een personele unie te combineren. De directeur van het NMvW, Stijn Schoonderwoerd, was sindsdien ook de directeur van het Wereldmuseum en loste daarmee Jan Willem Sieburgh af, die sinds 15 mei 2015 optrad als interim-directeur. Op 1 februari 2021 verliet Schoonderwoerd de organisatie. Wayne Modest werd op 1 januari 2021 aangesteld als inhoudelijk directeur en Marieke van Bommel begon op 1 januari 2022 als algemeen directeur.
In 2023 kreeg het museum de naam Wereldmuseum Rotterdam doordat het museum en het Museum Volkenkunde in Leiden, het Tropenmuseum in Amsterdam en het Afrikamuseum in Berg en Dal deel gingen uitmaken van het Nationaal Museum van Wereldculturen.

#### Restaurant Wereldmuseum
Tot 2017 was Restaurant Wereldmuseum gevestigd in het gebouw. De eetgelegenheid is in 2009 geopend en stond onder leiding van chef-kok Wim Severein en gastheer Danny Gonzalez. In 2014 is Restaurant Wereldmuseum onderscheiden met één Michelinster.

#### Renovatie
Het museum werd vanaf zomer 2017 gerenoveerd en verbouwd, met het doel dat er genoeg ruimte zal zijn om de vaste Rotterdamse collectie te tonen. De totale verbouwing heeft zo'n 10 miljoen euro gekost.